# Tortajada
Tortajada es una localidad española de la provincia de Teruel, en la comunidad autónoma de Aragón. Actualmente forma parte del municipio de Teruel, es uno de sus barrios pedáneos. Es un pueblo pequeño con unos 80 habitantes en invierno, llegando a duplicar su población en los meses de verano. 

## Historia
A mediados del siglo XIX, el lugar, por entonces con ayuntamiento propio, contaba con una población censada de 234 habitantes. La localidad aparece descrita en el decimoquinto volumen del Diccionario geográfico-estadístico-histórico de España y sus posesiones de Ultramar de Pascual Madoz de la siguiente manera:

TORTAJADA : l. con ayunt. en la prov., dióc. y part. jud. de Teruel (1 leg.), aud. terr. de Zaragoza y c. g. de Aragon. sit. sobre una pequeña colina por cuyo pie pasa el r. Alfambra; el clima no es muy frio ni insano. Se compone de 69 casas: una escuela de instruccion primaria; igl. parr. (San Andrés), servida por un cura de segundo ascenso y de provision ordinario; y un cementerio que en nada perjudica á la salud pública. Confina el térm. por el N. con el de Cuevas Labradas; E. Corbalan; S. Teruel y O. Concud; pasa el r. Alfambra, formando el limite occidental, el cual desemboca en el Guadalaviar ó Turia; con las aguas de aquel, elevadas por medio de una presa ó azud, se riegan varias huertas é impulsan unos molinos harineros. En el térm. y á 1/2 leg. de la pobl. en direccion del O. se encuentra una gran laguna, cuyas aguas se hallan estancadas. El terreno en su mayor parte es montuoso y de secano, escepto las huertas de que hemos hecho mencion: en dirección E. hay un monte cubierto de mata baja y pastos. Los caminos son de herradura y comunican con los pueblos inmediatos. El correo se recibe de Teruel. prod.: trigo puro, comun, cebada, centeno, avena, legumbres, patatas y varias frutas de buena calidad; hay ganado cabrío y algun lanar, y caza de conejos y perdices. pobl.: 58 vecinos, 234 almas. riqueza imp.: 44,119 reales.
(Madoz, 1849, p. 44)

El municipio de Tortajada desapareció en 1972, al ser incorporado junto con los de Villalba Baja y Caudé al término municipal de Teruel.

## Demografía
| Gráfica de evolución demográfica de Tortajada entre 1842 y 1970 |
| |
| Población de derecho según los censos de población del INE Población de hecho según los censos de población del INEEntre el censo de 1981 y el anterior, este municipio desaparece porque se integra en el municipio 44216 (Teruel) |

## Patrimonio

### Iglesia
Dedicada a San Andrés, construida en el siglo XVII y restaurada por aportaciones de los parroquianos. Pertenece al estilo arquitectónico barroco.

### Ermita
Dedicada a la patrona de las fiestas, La Purísima Concepción.
Propiedad del pueblo, fue construida por sus propios feligreses.
Construida en una barbacana que mira al río Alfambra y a pocos pasos de la iglesia de San Andrés, la ermita de la "Purisma" es un pequeño edificio barroco (siglo XVIII) con tejado a dos aguas y un porche tipo loreto. El interior es barroco y la imagen moderna. Tenía unos azulejos formando un zócalo que se han eliminado en la última restauración y que denuncian algunas personas del lugar (ahora Tortajada es barrio de Teruel, duermen 50 personas). La Inmaculada, 8 de diciembre, es la patrona y fiestas mayores del lugar (se celebran en verano). El día anterior, el clavario mayor, pasa en brazos a la Virgen hasta depositarla en el altar mayor de la iglesia. La iglesia también es barroca (siglo XVII) y fue desmantelada por la II República en 1937. Aquí, en la Batalla de Teruel, la II República instaló uno de los hospitales de campaña en cuevas que ahora han sido taponadas.

## Parajes

### Laguna de Tortajada
Situada a unos 5 km del pueblo, en el barranco de Sierra Gorda. Uno de los puntos de acceso a ella, y el más conocido, es el camino que parte desde el Paraíso, por el cual y bordeando el barranco del Regajo a unos 2 km, encontramos la laguna. La superficie de inundación es de 1,2 hectáreas y su agua es dulce y de carácter permanente.

### Fuente la Soleta
Situada aproximadamente a 1 km de la laguna de Tortajada, a la que se accede por el camino que queda a la izquierda.

### Fuente el Regajo
El regajo es el riachuelo que transcurre por la margen derecha del camino que accede a la Laguna, donde podemos encontrar las maravillosas formas que nos ha dejado la erosión del agua. 